# M82
M82 (NGC3034) е галактика с активно звездообразуване, намираща се на 12 млн. св.г. от Земята, по посока на съзвездието Голяма мечка.
Заедно с М81, образуват впечатляваща галактична двойка. М82 е сериозно деформирана от приливното взаимодействие на масивната си съседка. Този процес, започнал преди 100 милиона години, е увеличил над 10 пъти темпа на звездообразуване, спрямо този на другите галактики. Ядрата на двете галактики (М81 и М82) са отдалечени едно от друго на около 130 000 св.г.
С рентгеновата лаборатория Чандра са засечени периодично променливи рентгенови емисии, от източник, отстоящ на 600 св.г. от центъра на галактиката. Възможно обяснение на това явление е съществуването на средномасивна черна дупка, с маса от 200 до 5000 слънчеви маси.
През 2005 бяха открити два симетрично разположени спирални ръкави, видими в близката инфрачервена област. Тези ръкави са около три пъти по-големи от диска на галактиката. Не са били открити по-рано, поради присъствието на прахови облаци, скриващи светлината от видимия спектър.